# Аренцано
Аренцано (итал. Arenzano) — город в Италии. Расположен в регионе Лигурия, в провинции Генуя.
Население составляет 11 544 человек (на 2005 г.), плотность населения — 481 чел./км². Занимает площадь 24 км². Почтовый индекс — 16011. Телефонный код — 00010.
Покровителями города считаются святые Назарий и Цельсий. Праздник города отмечается 28 июля.

## Города-побратимы
- Лутракион, Греция (1957)
- Понтуаз, Франция (1958)
- Домбурн, Нидерланды (1958)
- Эль-Джадида, Марокко (1964)
- Тата, Венгрия (1994)
- Калазетта, Италия (2009)